# Johan de Brune l'Ancien
Johan de Brune, dit l'Ancien, né le 29 mai 1588 à Middelbourg (Provinces-Unies) et mort le 7 novembre 1658 dans la même ville, est un homme politique et écrivain calviniste zélandais. Il est l'oncle de Johan de Brune le Jeune.

## Ouvrages
- Proverbia, of, de spreucken van Salomon, 1619
- De grondsteenen van een vaste regieringe, 1621
- Emblemata of Zinne-werck, 1624
- De CL. Davids psalmen, 1644
- avec Petrus Dathenus, Davids Psalmen, 1650